# Marcelo Espina
Pour les articles homonymes, voir Espina.
Marcelo Fabián Espina Barrano est un footballeur argentin, né le 28 avril 1967 dans la capitale Buenos Aires. Il est aujourd'hui entraîneur.

## Biographie
Il a participé à la Copa América 1995 avec l'équipe d'Argentine.